# Ulrich Rebstock
Ulrich Rebstock (* 18. Mai 1951 in Kirchheim/N.) ist ein deutscher Orientalist und Professor für Islamwissenschaft und Arabistik in Freiburg im Breisgau.

## Leben
Rebstock promovierte 1983 mit „Die Ibadiya im Magrib“ und habilitierte sich 1990 mit „Rechnen im islamischen Orient“. Seit 1993 ist er ordentlicher Professor für Islamwissenschaft an der Albert-Ludwigs-Universität in Freiburg.
Seine Forschungsschwerpunkte sind
- Usul al-fiqh (Grundlagen der islamischen Rechtswissenschaft – Koran, Hadith, Qiyas, Idschma)
- Mauretanien
- Arabische Mathematikgeschichte

Er beschäftigt sich mit folgenden Forschungsprojekten:
- Kritische Textedition des 4., 5. und 6. Teils des Kitab al-A’dad des maurischen Historikers Ahmad b. Ahbayyib
- Maurische Rechtsgutachten. In Zusammenarbeit mit Yahya Ould El Bara (Nouakchott) und David Powers (Cornell University, Ithaca NY). Edition und Drucklegung von ca. 5000 mauretanischen Fatawa (16.–20. Jh.) in 9 Bänden.

## Maurische Literaturgeschichte
Rebstock hat in einer rund 20-jährigen Forschungsarbeit 5000 Autoren und 10.000 Werktitel zusammengetragen und in einer Datenbank gesammelt, die 2002 auch in Buchform unter dem Titel Maurische Literaturgeschichte erschienen ist. Das dreibändige Werk ermöglicht erstmals Einblicke in eine Literatur des maurischen Kulturerbes, deren Existenz bislang weitgehend unbekannt war.

## Publikationen (Auswahl)
- Die Lampe der Brüder. (Siraj al-ikhwan) von ’Uthman b. Fudi 1985. ISBN 3-936687-31-5
- Die Ibaditen im Magrib. (2./8.–4./10. Jh.) 1983
- Sammlung arabischer Handschriften in Mauretanien. Kurzbeschreibungen von 2239 Handschrifteneinheiten mit Indices. Harrassowitz, Wiesbaden 1989, ISBN 3-447-02922-6.
- Rechnen im islamischen Orient. 1992. ISBN 3-534-11317-9
- Die Reichtümer der Rechner. (Gunyat al-Hussab) von Ahmad b. Tabat. Die Araber – Vorläufer der Rechenkunst. 1993, ISBN 3-936687-32-3
- Maurische Literaturgeschichte., 2001, 3 Bände. ISBN 3-935556-73-X
- At-Tadkira bi-usul al-hisab wa l-fara'id. (Buch über die Grundlagen der Arithmetik und der Erbteilung) von’Ali ibn al-Hidr al-Qurasi (st. 459/1067) 2001, ISBN 3-8298-4116-7
- Der Einzelne und die Gemeinschaft. Ein islamisches Dilemma der Moderne. Vortrag gehalten im Sommersemester 2002 an der Universität Freiburg
- Die »Brücke des Rechnens« von Abū Marwān. Ein Gedicht über die arabische Kalenderrechnung und Astrologie. (PDF; 1,8 MB) 2007